# Plantilla 2007-2008 de la secció d'handbol del Futbol Club Barcelona
La temporada 2007-2008, la plantilla del primer equip d'handbol del Futbol Club Barcelona era formada pels següents jugadors:
| - 1 Kasper Hvdit - 3 Jesper Nøddesbo - 6 Juanín García - 8 Victor Tomás - 9 Rubén Garabaya - 10 Demetrio Lozano - 11 Jérome Fernández - 12 Venio Losert |  | - 15 Cristian Ugalde - 16 David Barrufet - 17 Joan Cañellas - 18 Iker Romero - 19 Laszlo Nágy - 21 Jonas Larholm - 22 Eric Gull - 26 Albert Rocas |

- Entrenador:  Manolo Cadenas
- Títols assolits: Cap